# Derenthall (Adelsgeschlecht)

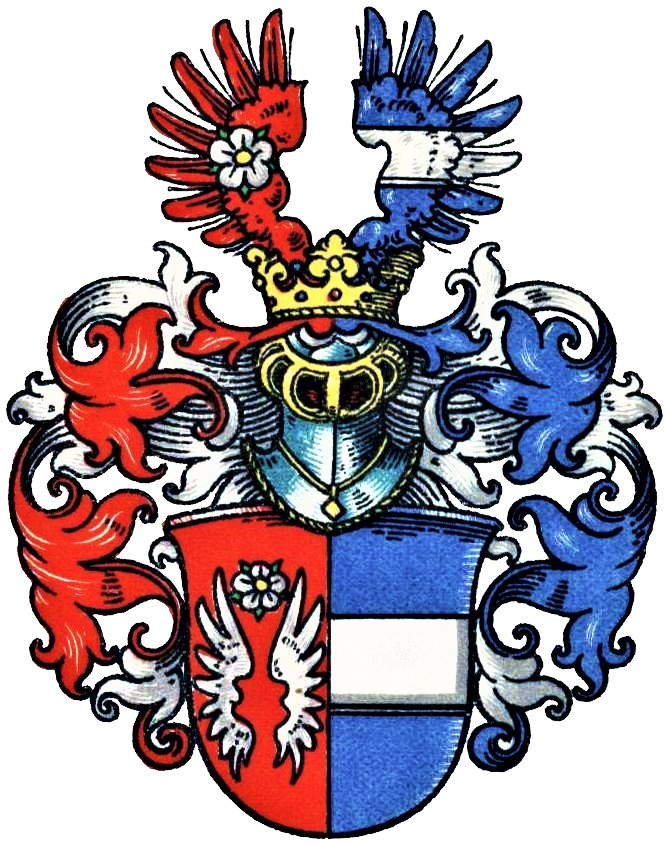
Wappen derer von Derenthall von 1703 im Wappenbuch des Westfälischen Adels

Derenthall (auch Derenthal, Dehrental o. ä.) ist der Name eines westfälischen Adelsgeschlechts.

## Geschichte
Die ältesten Besitzungen des Geschlechts lagen bei Höxter. Die alte Linie des Geschlechts, die das Kleeblatt-Wappen führte, erlosch mit dem Tod von Anna Marie von Derenthall, Ehefrau des Henrich Diederich von Hövel, am 25. November 1663.
Der gebürtige Mindener Johann Derenthall (1575–1630), Sohn des Ratsherrn Meinolf Derenthall (1575), studierte 1594 in Universität Rostock und 1596 in Universität Leipzig. Dort wurde er Privatdozent und machte den Türkenkrieg unter Graf Schwarzenburg mit. 1604 heiratete er in Rostock Anna Dobbin, Tochter des dortigen Ratsherrn Stefan Dobbin. 1606 wurde er zum Syndikus nach Reval in Schwedisch-Estland berufen. 1608 wurde er dort Bürgermeister, 1609 Präsident. Mehrfach wurde er vom Rat als Gesandter nach Schweden und nach Deutschland geschickt. Der schwedische König Gustav Adolf nutzte ihn zwei Mal als Kommissar für Friedensverhandlungen mit Polen. Kurz vor seinem Tod wurde Johann Derenthall zum Assessor des Dörptschen Hofgerichts ernannt. Von seinen Kindern wurde Hans Derenthall als Schwedischer Rittmeister am 29. Juni 1646 der schwedische Adelsstand ohne Introduktion verliehen. Die Linie starb im 18. oder 19. Jahrhundert aus.
Daniel Ernst von Derenthall, königlicher Kammerrat und Landrentmeister der Grafschaft Ravensberg erhielt von König Friedrich I. am 22. Mai 1703 die Renovation seines Adels. Ein Nachkomme, Freiherr Anton Philipp Ludwig Friedrich Otto von Derenthall († 31. Oktober 1831 in Jakobshagen, Pommern) war Hofmarschall am Hof der Prinzessin Amalie von Preußen. Dessen Söhne und Enkel standen weiterhin in preußischen Diensten. Aus Otto Philipps Ehe mit Elisabeth Ida Bernhardine von Normann hatte dieser zwei Söhne und vier Töchter: 1. Albert Freiherr von Derenthall zu Butow (1795–1881), verheiratet mit Louise von Marwitz (1809–1895). Aus dieser Ehe entstanden zwei Söhne, u. a. Eduard von Derenthall (1835–1919), und eine Tochter. 2. Friedrich von Derenthall (1797–1874), ab 1836 verheiratet mit Helena von Arnim aus dem Hause Kröchendorf. 3. Karoline, vermählt mit Forstmeister von Resten. 4. Fanny, vermählt mit Landrath von der Marwitz. 5. Ida, vermählt mit einem von Arnim-Suckow. 6. Antonie unvermählt.
In Westfalen besaß die Familie das Herrenhaus Natzungen (urkundl. 1662) sowie in Pommern Butow (1792–1842) im Kreis Saatzig, Jakobshagen (1830) im Kreis Naugard und Pustamin (1842–1857) in Kreis Schlawe.

## Persönlichkeiten
- Hans Derenthal, 1518 Bürgermeister von Höxter[6]
- Johann Derenthall (1575–1630), 1608 Bürgermeister von Reval
- Friedrich von Derenthall (1797–1874), preußischer Generalleutnant
- Otto von Derenthall (1831–1910), preußischer General der Infanterie
- Eduard von Derenthall (1835–1919), Jurist, kaiserlich deutscher Gesandter und Politiker

## Wappen
- Blasonierung des alten Stammwappens: In Gold ein rotes dreiblättriges Kleeblatt.[7] Auf dem  Helm ein offener Flug.[8]
Die Tingierung des Flugs und der Helmdecken sind nicht überliefert. Leopold von Zedlitz-Neukirch spricht anstatt von einem roten Kleeblatt in Gold von „drei grünen Seeblättern im silbernen Schild.“[9]
- Blasonierung des Wappens nach dem schwedischen Naturalisationsdiplom von 1646: Gespalten, rechts in Silber ein mit einer roten Rose belegter schwarzer Flügel, links in Schwarz ein roter Balken. Auf dem schwarz-silbern-rot bewulsteten Helm ein offener schwarzer Flug, rechts mit dem Balken, links mit der Rose belegt. Die Helmdecken sind schwarz-rot-silbern.[10]
- Blasonierung des Wappens zur Adelserneuerung von 1703: Gespalten, rechts in Rot ein offener silberner Flug, dazwischen eine silberne Rose, links in Blau ein silberner Balken. Auf dem gekrönten Helm ein offener Flug, rechts rot mit der silbernen Rose, links blau mit dem silbernen Balken belegt. Die Helmdecken sind rechts rot-silbern und links blau-silbern.[11]
Bei Johann Siebmacher, Leopold von Zedlitz-Neukirch, Leopold von Ledebur und Ernst Heinrich Kneschke ist der Balken im linken Feld golden. Entsprechend auch die Tingierung der Helmdecke und eines Flügels. Zwischen den Flügeln wird zusätzlich ein wachsender geharnischter Arm, der ein Schwert mit der Spitze nach oben reckt, gezeigt.[12] Der linke Flügel auf dem Helm ist bei Zedlitz-Neukirch silbern mit einer roten Rose belegt.[13] Bei Kneschke ist der Schild golden gerahmt und der linke rote Flügel auf dem Helm mit einem silbernen Balken durchzogen, belegt mit roten Rosen.[14]

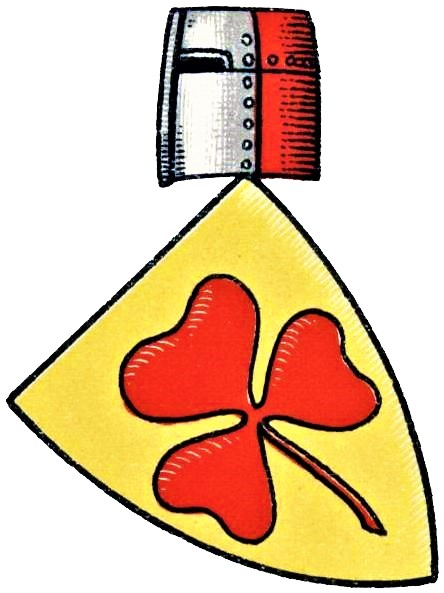
Altes Stammwappen derer von Derenthal im Wappenbuch des Westfälischen Adels
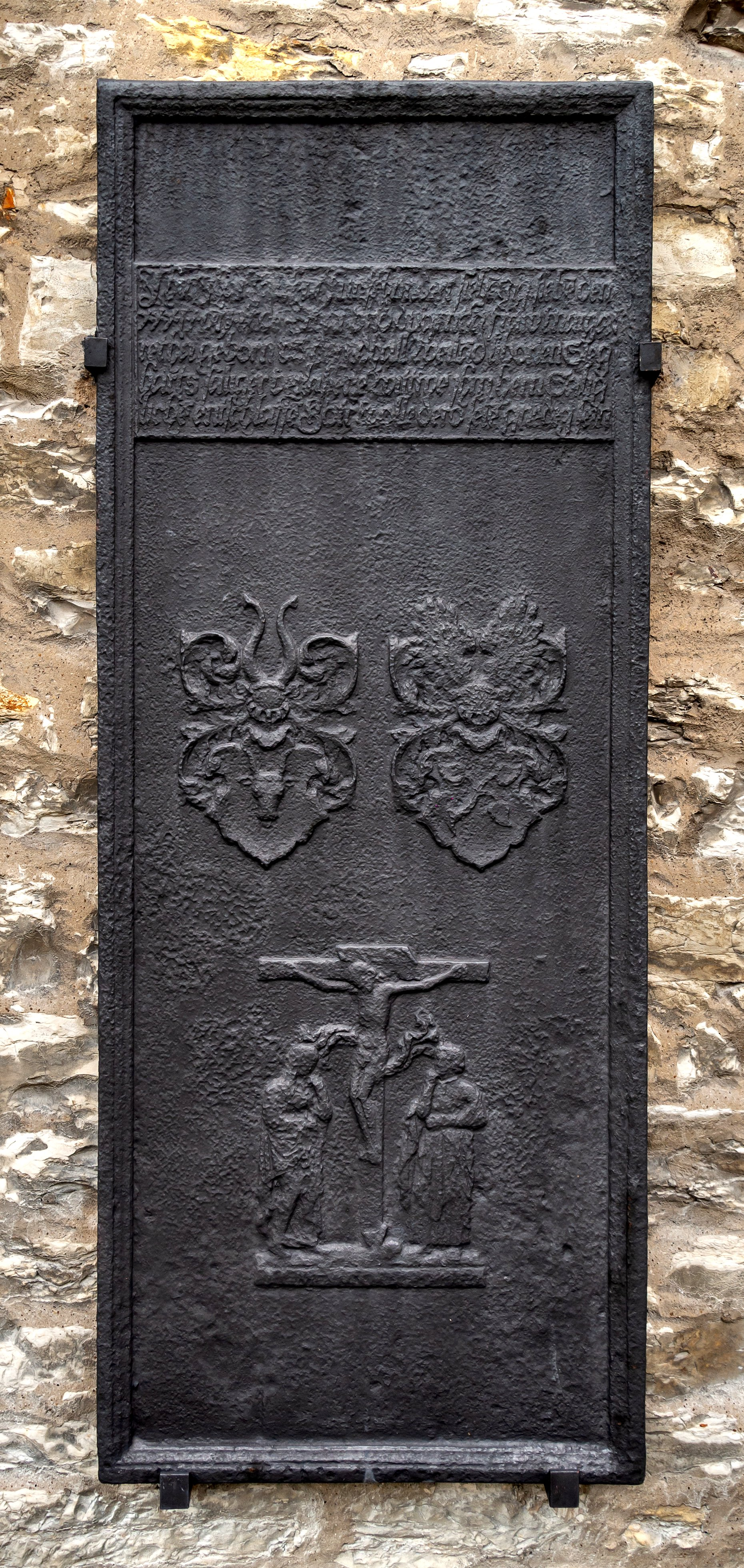
Eisenplatte an der Gaukirche in Paderborn; Grabplatte der Eheleute Liborius von Sieghart (links) und Anna Margareta Derenthal († 1577) (rechts; Zweig mit drei herzförmigen Blättern = Kleeblatt)
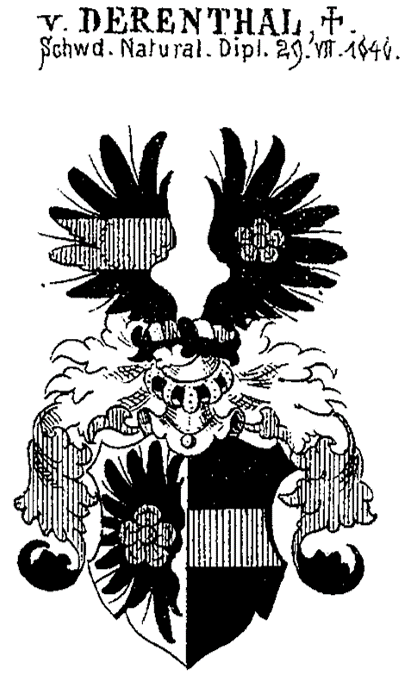
Wappen der 1646 in Schweden nobilitierten von Derenthal in Siebmachers Wappenbuch